# ジャン＝マルク・モルメク
ジャン＝マルク・ジルベール・モルメク（Jean-Marc Gilbert Mormeck、1972年6月3日 - ）は、フランスの男性プロボクサー。フランス領グアドループ、ポワンタピートル出身。元WBAスーパー・WBC世界クルーザー級統一王者。豪快なパンチを武器に「The Marksman（狙撃手）」の異名を持つハードパンチャー。

## 来歴
フランス領のグランド・テール島 （グアドループ諸島の一つ）で生まれた。ボクシングは11歳の時から始め、フランスでアマチュアの実績を積み、1995年3月25日にライトヘビー級でプロデビューした。デビューから5戦で3勝2敗と目立つ戦績ではなかったが、その後は勝利を重ね、1998年11月10日には全仏ライトヘビー級王座を獲得した。
2000年12月16日にはWBAインターコンチネンタルライトヘビー級王座を獲得した。
2001年4月3日にはバレリー・ビクホルに3回TKO勝ちし、クルーザー級転向を勝利で飾った。
2002年2月23日、WBA世界クルーザー級王者ヴァージル・ヒルを9回TKOで破り王座獲得に成功した。同王座を3度防衛。
2005年4月2日、WBC世界クルーザー級王者ウェイン・ブライスウェイト（ガイアナ）と王座統一戦を行い、12回3-0（116-110、114-112、115-111）の判定勝ちを収めWBA王座4度目のは防衛、WBC王座獲得と王座統一に成功し、WBAよりスーパー王座認定を受けた。そのため、WBAの正規王座は空位となり、空位となった正規王座にはヴァージル・ヒルが就いた。
2006年1月7日、ニューヨークのマディソン・スクエア・ガーデンでIBF世界クルーザー級王者のオニール・ベルと統一戦を行い、10回2分50秒KO負けを喫し王座統一に失敗、WBA王座は5度目、WBC王座の初防衛に失敗し王座から陥落した。
2007年3月17日、フランスオー＝ド＝セーヌ県ルヴァロワ＝ペレのパレ・デ・スポール・マルセル・セルダンでWBAスーパー・WBC世界クルーザー級王者のオニール・ベルと対戦し、12回3-0（2者が115-113、116-112）の判定勝ちを収め1年2ヵ月ぶりにWBA王座並びにWBC王座返り咲きに成功した。
2007年11月10日、オー＝ド＝セーヌ県ルヴァロワ＝ペレのパレ・デ・スポール・マルセル・セルダンでデビッド・ヘイと対戦し、7回TKO負けを喫しWBA王座並びにWBC王座の初防衛に失敗し王座から陥落した。
以後、長期休養していたが、2009年にWBA世界ヘビー級王者となったデビッド・ヘイへのリベンジと2階級制覇を目指してヘビー級で復帰。12月17日のヘビー級転向初戦で判定勝ちを収めた。
その後、同じフランス人でK-1のスターであるキックボクサーのジェロム・レ・バンナとボクシングルールでの対戦を2010年3月または4月にフランスで実現に向けての交渉が行われたが、モルメクが対戦を拒否したため実現しなかった。
2010年5月6日、パリのハル・ジョルジュ・カルパンティエでフェリス・オケンドとヘビー級契約10回戦を行い、10回3-0（2者が96-95、96-94）の判定勝ちを収めた。 
2012年3月3日、ドイツデュッセルドルフのエスプリ・アレーナでWBAスーパー・IBF・WBO世界ヘビー級王者のウラジミール・クリチコと対戦し、4回1分12秒KO負けを喫し2階級制覇に失敗した。
2014年6月26日、フランスオー＝ド＝セーヌ県アニエール＝シュル＝セーヌでタマス・ロディとヘビー級契約10回戦を行い、4回TKO勝ちを収め再起に成功した。
2014年12月5日、フランスオー＝ド＝セーヌ県イシー＝レ＝ムリノーのパレ・デ・スポール・ロベール・シャルパンティエでマテウス・マスターナックとヘビー級契約10回戦を行い、10回0-2（92-98、95-95、92-99）の判定負けを喫した。 

## 獲得タイトル
- 全仏ライトヘビー級王座
- WBAインターコンチネンタルライトヘビー級王座
- WBA世界クルーザー級王座
- WBC世界クルーザー級王座
- WBA世界クルーザー級スーパー王座
- WBAインターナショナルヘビー級王座